# シンファクシ級潜水空母
シンファクシ級潜水空母（シンファクシきゅうせんすいくうぼ、英：Scinfaxi class submersible carrier）は、ナムコ（後のバンダイナムコゲームス→バンダイナムコエンターテインメント）のPlayStation 2用フライトシューティングゲーム『ACE COMBAT 5 THE UNSUNG WAR』、同PlayStation 3用『ACE COMBAT INFINITY』に登場する架空の潜水艦（潜水空母）。本稿では、同PlayStation 4/Xbox One/Steam用フライトシューティングゲーム『ACE COMBAT 7 SKIES UNKNOWN』のダウンロードコンテンツ「SP MISSIONS」に登場する、本級の拡大発展型である潜水航空巡洋艦「アリコーン」についても記述する。
艦名は拡大発展型のアリコーンも含めいずれも神話ないし空想上の馬の名前に由来するもので、本級は北欧神話の昼の神ダグの馬車馬「スキンファクシとフリームファクシ」に由来する。

## 開発経緯
1980年代初頭、イデオロギー対立からオーシア連邦と冷戦状態にあったユークトバニア連邦共和国では、仮想敵国のオーシア連邦と戦略兵器の開発競争を繰り広げていた。オーシアは弾道ミサイルに対して多層的な迎撃手段を構築する戦略防衛構想（SDI）を進めており、これに対抗する手段としてユークトバニア海軍のレオノフ提督が提唱したアーセナルシップ（弾薬庫戦艦）構想に基づいて本級の建造が計画された。
計画上の本来の設計目的は、ステルス性に優れた本級からのSLBM発射により、SDIに基づいた複数段階の弾道ミサイル迎撃フェーズの中で、最も初期段階で迎撃が比較的容易なブーストフェイズでの探知を避け、迎撃の困難化を意図したものである。また、近接戦闘時における複数目標への同時攻撃や、広域面制圧を可能とする新型弾頭や、VTOL攻撃機の搭載といった野心的な設計がなされていた。建造はオクチャブルスク近郊の秘密都市で実施された。1991年9月2日にシーニグラードで開催された党大会の席上で、サマノフ首相は兵器産業省と海軍が共同で進めていた実証建造の成功を宣言し、戦力近代化計画が順調に進められている点を強調した。実証建造艦は写真公開され、また初号艦完成後の段階的な建造計画も着手された。2番艦は運用システムの省力化が図られ、搭載UCAVの水中発射能力の付与や、推進装置の改良による航続距離の延長が企図されていた。ユークトバニア軍は本級を潜水艦の隠密性と空母の機動性、巡洋艦の制圧力を凌駕する「新時代の戦艦」と喧伝した。
シーニグラードでの党大会を受けて、オーシアのハワーズ外務大臣は同日のニュース番組に出演し、中央ユージア連合（FCU）が保有するドラゴネット級戦略原潜との類似性を指摘し、脅威ではないと述べた。しかし、オーシア内部では既存の衛星搭載レーザー（SBL）の迎撃能力を上回る可能性があると指摘する声もあり、国防総省高等研究計画局が大気機動宇宙機を着想しアークバードの開発計画をスタートさせた。
1995年にネームシップのシンファクシが就役し、続いて1997年に数々の改良を加えた2番艦のリムファクシが就役した。また後述するように、拡大発展型のアリコーンも建造された。しかし1995年に勃発したベルカ戦争を契機としてユークトバニアとオーシアは融和へと転換し、両国間の関係は大幅に改善されていった。冷戦は終結に向かい、シンファクシ級が本来想定していた仮想敵は存在しなくなったが、引き続きユークトバニア海軍の戦力として配備され続け、2010年の環太平洋戦争に投入されることとなる。
一方、アリコーンは何らかの理由で環太平洋戦争に実戦投入されることはなく、戦後オーシア・ユークトバニア間で締結された軍縮条約により廃棄処分されることとなったが、廃棄を担ったGRトレーディングはエルジア王国にアリコーンを売却する。エルジアはアリコーンに大規模改修を施して海軍の戦力とし、2019年の第二次大陸戦争（灯台戦争）において実戦投入しようとしたが、艦長以下乗員が反乱を起こしてエルジア軍より離脱し、独立行動をとった。

## 特徴

### 諸元
船体
船体は全幅の広い扁平形状をしている。船体の後部側面にはバルジ状の大型の張り出しがあり、この部分がメインバラストタンクと推進器の一部を構成する。船体前部には補給時などに使用される汎用カーゴベイがあり、船体上面の幅広い範囲に各種ミサイルの発射口がある。船体後部にはVTOL艦載機、もしくは無人戦闘機の射出口を備えており、近接防御火器も内蔵されている。セイル（艦橋部）は船体と一体化した低層形状で、全長約350mという巨体であるにもかかわらず、船体自体も高度なステルス性を有している。
機関
オーシア中央情報局（OIA）の調査によれば、動力は原子炉を使用しているとされる。

### 武装
ミサイルVLS
本級はアーセナルシップ（弾薬庫戦艦）の概念を基に設計されており、VLSには戦略、戦域、戦術の各用途のミサイルを数百発以上内蔵している。本級はあくまでも発射プラットフォーム艦であり、一部のミサイルを除き、誘導については随伴艦や人工衛星による管制システムに依存する。
VLSは艦中央にスライド式の散弾ミサイル発射口があり、その前方に戦域ミサイル発射口、さらにその前方に戦略ミサイル発射口が並ぶ。
本級が搭載する多種多様なミサイルの中でも、最も特徴的なミサイルは「散弾ミサイル（Burst Missile）」と呼ばれる特殊炸裂弾頭ミサイルである。制空と広域面制圧を目的とするSLBMで、発射後弾道軌道で慣性飛行した後、高度5000フィート前後で弾頭が炸裂し子弾を散布、起爆地点を中心とした広範囲の地上、水上目標及び高度約5000フィート（約1500m）以下の空中目標に損害を与える。オーシア軍からは「鉄の雨」と呼ばれ恐れられた。
近接防御火器
船体前部に1基、船体後部に2基の計3基の対空機関砲を持ち、船体後部に艦対空ミサイルを4基装備している。これらはすべて内蔵型で潜航時は船体に格納される。

### 航空機運用能力
シンファクシ
VTOL機の運用能力を有するシンファクシは、艦後方に艦載機を発艦させるための開口部とヘリコプター甲板がある。艦載機としてAV-8BおよびF-35Cの運用が確認できる。F-35CはVTOL機ではないものの、発艦時には何らかの方法で開口部から高速射出している。搭載機数については明確にされていないが、環太平洋戦争で確認された本艦の最大同時運用機数は、AV-8Bが18機とF-35Cが5機の計23機である。
リムファクシ
リムファクシは艦載機のUCAV化が図られており、艦後方に設けられた6基のUAVラウンチベイから射出する。その代わり、有人機運用能力は排除され、艦後方の開口部も塞がれている。潜航中にUCAVの水中射出も可能で、そのままUCAVは制空戦闘へ移行できる。本艦搭載のUCAVは戦闘機に近い性能が持たされており、ラーズグリーズ海峡の戦闘ではリムファクシ上空で直掩任務に使用されている。搭載機数は不明である。使用されたUCAVは後述するアリコーンに搭載されたSLUAVと酷似している。

## 戦歴

### シンファクシ
シンファクシ（Scinfaxi）はシンファクシ級のネームシップである。環太平洋戦争の勃発に伴い実戦投入され、2010年9月30日に初の実戦を経験した。オーシアの内海にあたるベニオン海を目指し、イーグリン海峡に集結していたオーシア軍の3隻の空母に対して、艦載機による奇襲を実施した。攻撃圏外と思われていた海域での奇襲により、オーシア軍を一時的に混乱させることに成功したが、直掩航空部隊による反撃や空母から発艦した艦載機による迎撃を受け、攻撃部隊は壊滅した。これを受けて散弾ミサイルによる直接攻撃に作戦を変更し、二度に渡る散弾ミサイル攻撃で空母バルチャー、バザードを含む艦艇を撃沈し、低空に留まっていた敵航空部隊をほぼ壊滅させ、オーシア海軍の空母機動戦力に大きな打撃を与えた。
10月4日、オーシア最西部に位置するサンド島を制圧する作戦に参加した。オーシア軍機の対艦攻撃によって揚陸艦隊の被害が拡大したことを受けて、散弾ミサイルによる敵航空部隊の掃討を狙ったが、シンファクシの実戦配備を受けて投入されたアークバードによる宇宙からのレーザー攻撃によって散弾ミサイルを迎撃された。これに対してシンファクシは散弾ミサイルの連続発射による飽和攻撃で対抗し、敵航空部隊の一部に打撃を与えた。しかし、この間にオーシア軍の対潜哨戒機が投下したソノブイにより探知され、その位置情報を基に行われたレーザー攻撃によって海中にいたにも関わらずバラストタンクを損傷し、浮上を余儀なくされた。即座に艦載機を発艦させ対空火器や散弾ミサイルによって応戦したが、再度のレーザー攻撃によって艦載機発進口付近が大きく損傷し、さらなる航空攻撃を受けたことで撃沈された。

### リムファクシ
リムファクシ（Hrímfaxi）はシンファクシ級の2番艦として建艦されたが、各所に大幅な改良が施されていた。主な改良点は、無人化した搭載艦載機の水中射出能力の付与、運用人数を40人に抑えるほどの運用システムの省力化、推進器の改良による航続距離の延伸である。シンファクシと同様に環太平洋戦争に実戦投入された。オーシア軍の将兵はラーズグリーズ海峡を航行していたリムファクシを「ラーズグリーズの悪魔」と呼称していた。また、リムファクシの将兵は自らの艦隊を「最強艦隊」と称しており、自身の艦を「ラーズグリーズ」と呼んでいた。
2010年11月初旬から中旬頃、アネア大陸北方のラーズグリーズ海峡に展開していたリムファクシは、オーシア軍がユークトバニア南東のバストーク半島に敷設した海岸橋頭堡に弾道ミサイルを使用して長距離攻撃を実施した。しかし、既にオーシア軍は準備展開を終えており、大きな損害を与えられなかった。
リムファクシにミサイルを補給するため海中を移動していた補給潜水艦がオーシア軍の聴音探知によって発見され、航路情報から補給予定時刻が計測された。11月14日、オーシア軍機は補給予定時刻を狙って低空からラーズグリーズ海峡に侵入した。リムファクシを中心に12隻のピケット潜水艦が輪形陣で警戒しており、オーシア軍機の接近をリムファクシに通告したが、浮上して補給の最中にあったリムファクシは潜航が間に合わず攻撃を受けた。緊急潜航により追撃は避けられたが、初撃によってミサイル発射系統の一部を損傷しミサイルの水中発射が不可能となった。同時刻に、この空襲に連動してオーシアのユークトバニア本土侵攻軍が大規模攻勢を開始し、前線が次々に突破されていった。潜水艦隊司令部はリムファクシに弾道ミサイルによる対地支援を発令し、この命令を受けたリムファクシは浮上して弾道ミサイル発射を試みた。支援攻撃は一定の成果を挙げたが、浮上したリムファクシに対してオーシア軍機が攻撃し、バラストタンクを破損したことで潜航が不可能となった。やむを得ず海上で決着をつけることを決断したリムファクシは、UCAVを展開し対空火器で迎撃を試み、さらに散弾ミサイルのターゲットをオーシア軍機に切り替えて応戦したが、随伴する潜水艦と共に甚大な被害を受け、ラーズグリーズ海峡の氷海に没した。
リムファクシを撃沈したオーシア空軍のウォードッグ隊は、この戦果によってユークトバニア軍の将兵からは「ラーズグリーズの悪魔」と呼ばれ恐れられ、オーシア軍の将兵からは「ラーズグリーズ海峡の英雄」と呼ばれ、戦意高揚の源となった。

### 戦後の扱い
戦後、10年に渡って表向きは両艦とも「環太平洋戦争における任務遂行中に起こった事故により喪失した」とされていた。2020年4月、オーシア情報安全保障監督局のデータベース上で閲覧可能となった最高機密文書によってオーシア軍によって撃沈されたことが公表された。

## プロイェクト・アリコーン

### 概要
アリコーン（Alicorn, SAC-900）はアリコーン級潜水航空巡洋艦 のネームシップである。艦名は有翼のユニコーンに由来する。
ユークトバニアはシンファクシとリムファクシの機能を併せ持った新たな潜水艦の建造を開始した。2000年頃にアリコーンは完成したにも関わらず、何らかの理由で環太平洋戦争に投入されなかった。戦後、オーシアとユークトバニアは融和政策を展開しGRトレーディングにアリコーンの廃棄を委ねたが、エルジア王国に売却され、アリコーンはエルジア海軍の戦力となった。しかし運用を任された艦長のマティアス・トーレス大佐は危険思想の持ち主で、灯台戦争の最中に乗員と共にエルジア軍に反乱を起こし、オーシア首都オーレッドへの核攻撃を企図した。2019年9月14日、オーシア軍の攻撃によって撃沈された。

### 沿革・艦歴

#### 建艦
1998年、オーシア中央情報局（OIA）はユークトバニアが「プロイェクト・アリコーン（проект аликорн / Project Alicorn）」を進めていることを掴んだ。プロイェクト・アリコーンについてはオクチャブルスク近郊の秘密都市「BSC-1」での動きが証拠となった。オクチャブルスクは既にシンファクシとリムファクシのために400m級の地下ドックが整備され母港として機能していたが、1999年には土運船が頻繁に確認され、約1000立方メートルの土砂が運ばれていた。OIAはユークトバニアが新たな潜水艦を建造していると疑い、この仮想潜水艦を「超シンファクシ級」と呼称した。OIAは2000年には超シンファクシ級のための600～700m級のドックの建設を完了するであろうと推測していた。オクチャブルスクに運ばれる武器や鉄鋼から超シンファクシ級の性能を見積もり、OIA先進兵器分析部は2000年3月27日にレポートを完成させた。また、実際にアリコーンはBSC-1の一角を占めるオクチャブルスクB4特区で建造が進められていた。
民間の軍事アナリストの間でもユークトバニア海軍による戦略級ミサイル潜水空母の新型艦の噂が流れており、彼らからはシンファクシ級3番艦、あるいはシンファクシ級をベースとした超シンファクシ級と呼ばれていた。これらの噂は冷戦が終結した後の2000年頃、ユークトバニアのセリョージャ・ニカノール首相が展開したグラスノスチにより事実であることが明らかとなった。
「プロイェクト・アリコーン」という名で公開された複数の画像ファイルに収められたユークトバニア新海軍第4設計工廠のスタンプ入りの設計図面の一部には、主船体の左右に張り出した巨大な推進用副船体と、主船体前部を占める航空甲板があった。アリコーンとは有翼のユニコーンの意であり、副船体を翼、航空甲板を一本角に見立てて名付けられたとされる。これらは世界中の軍事評論家の手に渡ったが、同時に情報の改竄を行おうとする何者かによってオリジナルの所在は不明瞭となった。また、2000年の冷戦明け直後はユークトバニアの軍事情報へのアクセスはまだまだ制限されていたため、マスメディアは出所不明な情報で様々な憶測を飛ばし、中には当艦を「64基4列のSLBM発射管を備えた256発の核を搭載する終末戦争艦」と報じたメディアもあった。
アリコーンはシンファクシ級以上の規模を持つ船体に、電磁誘導型電磁推進器とポンプジェットスクリュープロペラを2基ずつ搭載していた。シンファクシ級に引き続き弾道ミサイル運用能力を持ち、格納式艦砲やミサイルによってミサイル巡洋艦としての能力を持っていた。また蒸気カタパルト2基を装備した航空甲板によってシンファクシのような有人機運用能力や、セイル両脇に設けられたUAVラウンチベイによってリムファクシのような無人機運用能力の双方を併せ持っていた。一方で魚雷発射管を持たないなど、既存の戦略原潜や攻撃型原潜とは一線を画した、言わば「可潜航空巡洋艦」とも言うべき艦であった。しかし視察した軍事アナリストは、電磁推進器の推力不足と、蒸気カタパルトのレールにある開放面から蒸気発生器とを繋いでいる高圧配管を通じて浸水する可能性を指摘している。それらが理由かは不明だが、2010年に起こった環太平洋戦争においてシンファクシ級が実戦投入されたのに対して、アリコーンが実戦に投入されることはなかった。

#### スクラップ
アリコーンはそのSLBM発射能力から、第二次戦略兵器削減条約（START-2）に違反する兵器として指摘を受けていた。2011年、オーシアとユークトバニアの間で締結された第三次戦略兵器削減条約（START-3）の履行により、アリコーンをスクラップにすることが決定された。解体はユージア大陸のGRトレーディングが名乗りを上げた。オーシアとユークトバニアは環太平洋戦争から間もない情勢で、両国は解体費用の全額を拠出することは不可能であると明言していたが、GRトレーディングが半額を拠出すると述べ、廃棄艦艇のユージア大陸受け入れに関してもFCU政府を説得し確約を得た。2012年1月、包括的軍備管理計画の施行によりアリコーンはオクチャブルスクB4特区で武装解除を受けた。4週間におよぶ合同調査の後、2月17日に移送を開始し、随伴する警備艇と共に2週間にわたり公海上を牽引航行した。4月にスナイダーズトップの洋上プラットフォームAサイトで再調査と入管手続を行い、その5日後にポートエドワーズのGRトレーディング本社へ移送された。しかしアリコーンはスクラップにはならず、同年12月20日にエルジア王国がアリコーンを購入したことをGAZEニュースが報じた。
フロントライン2012年4月号に寄稿した軍事アナリストによれば、GRトレーディングと同資本系列のGRマリン・アンド・シップスが現代的な軍事艦艇の建造実績作りを兼ねて大規模改修を施して再生させる可能性を予測している。改修に当たって、GRマリン・アンド・シップスに潜水艦建造のノウハウがないため、船体の改造等はせず大型の航空機用エレベーターを活用した内部機器の更新がメインだろうとしている。この記事が書かれた時点ではあくまで軍事アナリストの推測に過ぎなかったが、この推測は的中し、GR系列の企業に引き渡され大規模な改修が為された。

#### エルジア海軍でのアリコーン
アリコーンは2015年1月1日に進水した。12月2日、マティアス・トーレス大佐が艦長に就任した。トーレス大佐はその軍歴の中で数々の勲章を授与され、特に大陸戦争の行動により「コンベースの英雄」とまで呼ばれた優秀な軍人だが、一方で海軍大学校教官時代に危険思想を教えていたとして謹慎処分を受け、予備役に移っていた曰くつきの人物であった。
2016年10月9日、艤装工事後に就役前の試験航海に出るが、11月10日にトゥインクル諸島から南南東1300kmのスプリング海海上で消息を絶った。スプリング海では放射性物質は検出されず、海上交通上の安全は損なわれなかった。2018年10月9日、アリコーンは海底で15度傾斜して着底している所を偶然にも発見され、乗員356名中トーレス大佐以下330名が救助された。海底で約2年間を過ごしながら乗組員の9割以上を生還させたことからトーレス大佐の名声はさらに高まり、「彼についていけば生き残れる」と口にする将兵が出るほどであった。本艦はサルベージされたあと修復されたものの、アリコーンの運用方法が犠牲最小化および無人化を主体とするエルジア軍の戦闘教義に合致しなかったことから、アリコーンは二戦級の艦艇を集めた即応予備艦隊（ラーン艦隊）に新設された特殊戦闘艦部隊に単艦で所属となった。11月2日、トーレス大佐が再度艦長に就任した。2019年の灯台戦争勃発後もしばらくエルジアが有利に戦局を進めていたこともあり、就役が見送られていた。
沈没事件から生還したアリコーンの乗員はその多くが引き続きアリコーンの乗員として充てがわれた。彼らはトーレス大佐の危険思想に共鳴し、エルジアではなくトーレス大佐のための活動をするようになる。沈没事件のあとアレクサンドラ・ランドル中佐以下30名が下船したが、彼らの中には地上でトーレス大佐の工作員として活動する者もいた。OIAの調査によれば下船した者の一部、または全員がトーレス大佐のための工作員であるとしている。

#### 就役と反乱
2019年8月10日、エルジア軍はスナイダーズトップで洋上プラットフォームと主力機動部隊のニヨルド艦隊を喪失し、海軍戦略を見直す必要性に駆られた。翌8月11日にアリコーンは就役した。国際軌道エレベーター防御の要であった2機のアーセナルバードのうち1機がストーンヘンジによって撃墜され、シエラプラタのIRBM発射基地も破壊されたことで、本艦も実戦投入されることになったとOIAは推測している。オーシア軍のハワード・クレメンス准将は、アリコーンに大量破壊兵器が搭載されているという情報をエドガー・サクソン少尉という現地のスパイから入手していた。終戦後の和平交渉を有利に進めるべくオーシア軍はアリコーンの鹵獲作戦を立案し、クレメンス准将がその指揮に当たった。サクソン少尉はアリコーンの元乗員でトーレス大佐の工作員を務めており、クレメンス准将には偽の情報を流していた。クレメンス准将はサクソン少尉を信用していたが、OIAのデイビッド・ノース分析官はサクソン少尉に疑問を感じ身元調査を開始した。
9月8日、オーシア軍はアルティ―リョ港に停泊し補給と整備を受けているアリコーンを揚陸艦パフィンを旗艦とする遠征打撃群で鹵獲するサイトハウンド作戦を開始した。エルジア軍はアリコーンを防衛すべく多数の制空戦闘機部隊および空対艦攻撃部隊、地対艦攻撃部隊を投入するが、鹵獲艦隊の護衛についていたオーシア軍の戦闘機部隊によって艦隊の阻止に失敗する。エルジア軍司令部はアリコーンに対し自沈命令を発令するが、アリコーン艦長のトーレス大佐はこれを拒否しエルジア軍からの離脱を宣言し、乗組員たちと共に独自勢力として蜂起する。彼らの手によりアリコーンは出港し、直後にレールガンと対艦ミサイルでオーシア軍艦隊を全滅させると、ラファールM戦闘機で構成される艦載機部隊の4機を発艦させた。その内の1機は巡航ミサイルを搭載しており、先述した偽情報により大量破壊兵器の可能性があると判断したオーシア軍は巡航ミサイル搭載機の追撃を優先し、艦載機部隊は全機撃墜された。その間にアリコーンは潜航しアルティ―リョ港からの離脱に成功した。トーレス大佐は潜航前にオーシア軍に対しオープンな回線で自身の思想とする「1000万人救済計画」について語った。この語りをオーシア側は録音しており、OIAがトーレス大佐が取る行動を予測する上で有益な情報となった。なお、オーシア軍はこの時点ではまだアリコーンがエルジアから反乱を起こしたとは思っていなかった。
クレメンス准将はアンカーヘッドに集結しつつあるエルジア軍の艦隊に、アリコーンが合流するという情報をサクソン少尉から得た。9月10日、オーシア軍はアリコーンとエルジア軍艦隊との合流を阻止するため、航空部隊による奇襲でアンカーヘッド港の戦力を攻撃するドミノ作戦を決行した。その最中にタイラー島付近に展開していたアリコーンは「誘導砲弾発射訓練」と称しレールキャノンとSLUAVを使用して、アンカーヘッド空域に複数の広域榴弾による長距離対空攻撃を実施し、1機のオーシア軍機を損傷させ撤退に追い込んだ。オーシア軍のドミノ作戦は成功したものの、トーレス大佐の目的は艦隊との合流ではなく補給にあり、工作員を使って偽情報を流布し、邪魔なエルジア軍部隊をオーシア軍が排除するよう仕向けることで補給を受けられやすくすることにあった。19時12分にアリコーンは混乱するアンカーヘッドに入港し、あらかじめ工作員に確保させていたNBW-02戦術核砲弾を2発受け取り、19時22分に出航。オーシア首都オーレッドへの核攻撃を目的に移動を開始した。なお、アリコーンが実施した誘導砲弾発射訓練はオーシア軍によって弾道を観測されており、レールキャノンの性能をある程度掴む一端となった。
ドミノ作戦の終了後、クレメンス准将が情報源としていたサクソン少尉が、OIAの調査によりアリコーンの工作員であったことが判明した。クレメンス准将はその責任に加え、作戦に参加したストライダー隊隊長のトリガーを民間軍事会社を使って暗殺する計画を謀っていたことも判明し、エドワード統合参謀本部副議長の命令でMPに拘束された。
エルジア軍はオーシア軍司令部にアリコーンが反乱したことを伝え、アリコーンの行動とその結果について責任を取らない旨を通告した。ただしエルジアは完全に非協力的な態度を取ったわけではなく、オーシアからの情報提供要求によりアリコーンの性能に関する情報をある程度オーシア側に提供した。
オーシアでは9月19日を大陸戦争の終戦記念日として扱っていた。オーレッドでは戦勝デモと反戦デモが活性化し、まだその日が来ていないにも関わらず100万人規模のデモ隊が活動していた。トーレス大佐が発言した「1000万人救済計画」のスケールと彼らが扱う核砲弾の威力から、OIAはトーレス大佐の攻撃目標はデモが最高潮に達する9月19日のオーレッドと断定した。OIAはアンカーヘッドから出港したアリコーンがオーシアとその同盟国の音響監視システム、および展開中のオーシア・エルジア両軍の艦隊を避けてオーレッドをレールキャノンの射程まで捉える場合のルートを絞ると、スプリング海海底のアザレア海山列に沿って移動し、PX80443海域を通過すると予想した。PX80443海域は海底山脈と周辺の島嶼によって深度が浅いものの、ここを抜けられると水深が深いピアニー海溝に至り、アリコーンは最大潜航深度の600mに達することが予測されるため、それ以降の探知は困難となる。オーシア軍にとってPX80443海域はアリコーンを捕捉可能な最初で最後の場所であった。
2019年9月14日、オーシア軍はPX80443海域においてアリコーン撃沈を目的としたフィッシャーマン作戦を開始した。トーレス大佐はオーシア軍の攻撃を予測しており、あらかじめ艦載機部隊やSLUAVを発進させて迎撃の体制を取っていた。オーシア軍は対潜哨戒機部隊でソノブイバリアを形成し、戦闘機の1機に取り付けた特殊な磁気探知機（MAD）によってピアニー海溝の直前でアリコーンを発見し、オーシア軍艦隊はVLAによる攻撃を開始した。これによりバラストタンクにダメージを受けたアリコーンは浮上を強いられた。浮上したアリコーンはレールガンと対艦ミサイルでオーシア艦隊を壊滅させると大量の対空火器を展開し、艦載機やSLUAVを発艦させ応戦したが、航空攻撃を受けて更にバラストタンクを破損し、潜航が不可能となった。
トーレス大佐は戦況の不利を悟り降伏を宣言し、オーシア軍の間で混乱が走った。国際法に基づき攻撃を中止すべきとするAWACS管制官や一部パイロットと、攻撃を続行し撃沈するべきとする一部パイロットの間で口論が起きたものの、程なくしてオーシア軍の攻撃は中止された。しかしトーレス大佐の降伏宣言は欺瞞であり、オーシア軍が攻撃を中止した隙をついてレールキャノンを展開させた。オーレッドではノース分析官によってアドドローンが終末誘導を担っていることが判明しており、オーレッド全域をオーシア空軍の電子戦機によってジャミングをかけていた。ノース分析官はトーレス大佐に終末誘導が不可能である点を通告したものの、トーレス大佐は5000km離れたオーレッドへの核砲弾の発射を強行した。AWACS管制官の攻撃中止命令とノース分析官の攻撃指示が交錯するなか、ストライダー隊隊長のトリガーはレールキャノンの砲身を攻撃した。核砲弾は発射されたものの、その直前に被った砲身への被弾によって砲身の仰角が下がり、オーレッドへの着弾は避けられた。また、被弾によりレールキャノンのFCSが故障し、仰角修正が不可能となった。トーレス大佐は船体の後部トリムタンクへの注水を命令し、アリコーン自体の船体後部を沈ませることで仰角を稼ぎ、2発目の核砲弾でオーレッドへ砲撃しようとしたが、攻撃を再開したオーシア軍機によりレールキャノンの基部を破壊され爆発を起こした。アリコーンは船体各所に搭載したリチウム電池が次々に発火し、無数の赤い電光を散らせたあと、誘爆を起こしながら艦中央部で大爆発が起こり船体が真っ二つとなった。沈没していく最中に2度目の大爆発が起こり、トーレス大佐以下乗員の全員が死亡したと見られている。
同日、OBCによって核兵器を搭載したアリコーンがオーシア空軍によって撃沈されたことが報道された。
なお、発射された1発目の核砲弾の着弾地点やその被害、および外部で工作を行っていたアリコーンの元乗組員への対応は不明である。

### 諸元
艦体
船体はシンファクシ級と同じく全幅の広い扁平形状となっているが、単胴船体にバルジを有するシンファクシ級とは異なり、主船体の両脇に副船体を配するトリマラン構造を採用している。シンファクシ級と比較して全長は約1.4倍の大きさとなり、その規模は拡大された。主船体はセイル（艦橋部）中央をトンネルで貫く全通式の航空甲板が配されており、前部にカタパルト等の発艦設備、後部に着艦用レーンを有する他、各所に近接防御火器の格納ベイを計12か所有する。またセイル側面にはSLUAVラウンチベイ8基、主船体と副船体間にバリアドローン用ラウンチベイ8基が配されている。
発令所はレールキャノンとセイル下部のエレベーターの間に位置する。カメラ式の潜望鏡を持つ。
耐圧殻はパート分割された複雑な複殻構造であり、様々な装備を外郭に収められるが内郭の効率は悪い。
機関
主機関として、セイル後方部に中型の溶融金属冷却型原子炉を2基搭載する。この原子炉はユークトバニアでの建造時に搭載されたもので、多種多様な兵装の搭載によって艦容積が肥大化したことを受けて、体積比出力を上げるためリチウム冷却型が採用された。しかし、リチウム冷却炉の搭載はあまりにも挑戦的であり、GRトレーディングへの引き渡し後に施された改修の際も交換できず、灯台戦争においてもそのまま使用された。出力は非公開で、推定で50～100MWである。
原子炉の前方に2基の発電機があり、左右副船体にそれぞれ1基ずつ発電機が配置される。主船体のものは縦列に収まっているが、これはタービン軸の共用が目的である。蒸気回路の構成は原子炉がひとつ止まっても3基の発電機を動かせるようになっており、電力の喪失が致命傷になるIEP艦であることを踏まえた冗長設計となっている。配電器を経由して船体各所のリチウム電池にエネルギーが蓄えられる。発電機ひとつあたりの出力は非公開で、推定で10～20MWである。
推進機関は主船体・副船体間の電磁推進機と、副船体後部のポンプジェットスクリュープロペラ（ギヤード・タービンおよびターボ・エレクトリック併用方式）を各2基ずつ搭載する。ポンプジェットだけではお互いに離れすぎていてトルクステアが発生し直進が難しいため、電磁推進機を併せた4軸推進となった。ポンプジェットの出力は1基あたり30万馬力で、電磁推進機の方は非公開である。
改修により電磁推進機は高効率なヘリカル型へ換装し、船体は統合電気推進（IEP）化され、ステルス航行用電源としてリチウム電池と、レールガンとレールキャノン用のスーパーキャパシタが搭載された。リチウム電池の蓄電および放電能力、スーパーキャパシタの静電容量と放電能力は非公開である。
ポンプジェットと船体形状が水中に特化した設計であるため、水上よりも水中の方が速力が高い。これを活かした半沈高速航行モードを持ち、セイルだけを水上に露出し、レーダーによる被発見率を下げつつ航行が可能である。
隠密性
磁気探知に反応しにくいチタンが船殻材に用いられている。溶融金属冷却型原子炉は冷却ポンプに電磁ポンプを使用するため可動部品を使わない。タービンを持つものの基本的には電動機を使い、また電磁推進によって静音性を向上させている。隠密性を重視する際は発電機からリチウム電池に切替えることで対応する。最大の弱点は艦の大きさから発生する流体雑音である。本艦単独での対潜戦は考慮されておらず、潜水艦の対処は僚艦に任せる想定で、自衛用のデコイを装備するにとどまる。

### 武装
レールキャノン
飛行甲板の下部にSRC-03a 128口径600mmレールキャノンを内蔵している。砲身長は76.5mに及んでいる他、砲身の上面は飛行甲板と一体化しており、使用の際には飛行甲板をせり上げて内部の砲身を展開させる。また、何らかの理由で発砲時にはセイル部分も上昇させる。
使用する砲弾は基本的に400mm砲弾に装弾筒を装着して600mm口径に対応させる。最大射程は3000kmとされていたが、後述するように実際の数値とは大きな隔たりがある。砲弾の誘導は衛星誘導と慣性誘導を併用して行う。また、マーカードローンを着弾地点付近に展開させることで終末誘導を受けることも可能である。砲弾は対構造物硬芯徹甲弾（Anti-structure APCR）、ポリ窒素を使う広域榴弾（wide-radius HE（polynitrous））、核砲弾に対応しており、砲弾によって目標地点への戦略精密爆撃や、広域榴弾による長距離対空攻撃が可能である。核砲弾はNAR-01B-HVP装弾筒を装着したNBW-02 200mm戦術核砲弾が対応している。NBW-02は核出力1キロトンの放射線強化型核弾頭で、弾着点より半径400m以内の人員を殺傷する程度の威力しか有さないが、トーレス大佐は大陸戦争の終戦記念日である9月19日に、デモ隊で混雑するであろうオーレッドにアドドローンの終末誘導のもと発射することによってそれを補おうとしていた。
トーレス大佐はタイラー島近海からアンカーヘッド上空に向けて広域榴弾を発射して対空攻撃を実施し、オーシア軍の戦闘機に損傷を与えた。砲弾はディプレスト軌道で発射されており、これを観測したOIAは出力が最低でも500MJ、射程は3000kmと推定している。この3000kmという射程はのちにエルジア軍が提供した情報とも合致している。しかしGR系列会社で様々な改修が施されたことでカタログスペックと実用上のスペックでずれが発生しており、スーパーキャパシタとリチウム電池を最大限まで活用することでカタログスペック上の射程よりも遥か先にまで砲弾の投射が可能となった。砲術士としての高い技量を持ち、艤装員長を務め、艦長として公試をしてきたことからトーレス大佐はカタログスペックと実際の性能とのずれに気付いており、その限界を見極めPX80443海域の戦闘では約5000kmも離れたオーレッドへの核砲弾の発射を強行した。
公式には公表されていないが、ユークトバニアで建造された時点では、レールキャノンの搭載箇所にはロケットアシスト型飛翔体投射装置（巨大なAGSのようなもの）が搭載されていたとされる。こちらの場合も、飛翔体の誘導には衛星誘導と慣性誘導を併用していた。
レールガン
33口径200mmレールガンを副船体前部の格納ベイに各1基ずつ、計2基を装備している。砲身長は6.5m。155mm砲弾に装弾筒を装着し200mm口径に対応させる。砲弾の種類は硬芯徹甲弾（APCR）、対艦榴弾（HEAS）からなる。GPS/INS誘導式のロケット補助推進弾を使用しており、射程は400km以上と推定されている。カタログスペック上では発射速度は毎分80発であるが、スーパーキャパシタとリチウム電池の併用によって実際の数値は大きく変動する。対地、対空、対艦攻撃を可能としている。
アルティーリョ港でのオーシア軍との戦闘では、両舷の一斉射でオーシア海軍の揚陸艦と前方のイージス艦（巡洋艦）、後方の駆逐艦の計3隻を同時に撃破するほどの貫通力を見せている。
ユークトバニアでの建造時における武装には諸説提唱されており、OIAのレポートによればレールガンを搭載しているとしており、軍事アナリストの推測によればレールガンではない砲熕兵器であるとしている。実際にレールガンとレールキャノンに換装されたのはゼネラル系列に引き渡されてからの話である。
レールキャノンとレールガンはそれぞれローレンツ力の使い方が違い、用途もレールキャノンは超々遠距離投射能力、レールガンは貫徹力が求められているため名前が違っている。
ミサイルVLS
副船体中部に12基2列ずつ、計48基の多目的VLSを装備する。これはユークトバニア時代に装備していたSLBM発射管に多段式キャニスターを装着して転用したもので、改修によって戦術兵器化され艦対空ミサイルや艦対艦ミサイルといった多数のミサイルを内蔵している。4基ごとにブロック分けされており、右舷前方なら「R1」、左舷中部なら「L2」のように、細かく射撃を発令する際に使われる。
近接防御火器
主船体航空甲板部に12基設けられた格納ベイに近接防空兵装を装備している。前部の6基、後部の2基にCIWSを搭載している。このCIWSは発射速度毎分6000発の30mm6砲身ガトリング砲を縦に2本束ねており、弾薬はHE-FRAG弾（破片榴弾）やAP弾（徹甲弾）、曳光弾を使用する。レーダーやセンサーなどの誘導システムは持たない。また前部の2基、後部の2基に艦対空ミサイル発射機を搭載している。使用するミサイルは画像誘導方式により撃ち放しが可能である。
性能及び外見のモデルは、CIWSはAK-630の改良型であるAK-630M-2 デュエット、艦対空ミサイル発射機はRAM ブロック2（RIM-116C）となっている。
防御兵装
セイル上部に電波妨害装置を装備しており、敵からのレーダー照射やミサイルの誘導を阻むことができる。
対潜戦用に主船体後方の4ヶ所に曳航式および自走式のデコイランチャーが設けられており、デコイやノイズメーカーがカウンターメジャーとなる。また、詳細は不明だがセイル後方や両舷の計4ヶ所にジャミングデコイランチャーを備えている。磁気探知機による探知を妨害するためのジャミングブイを搭載している。ジャミングブイは磁気探知を惑わし、破壊されると爆発し聴音探知を一時的に阻害する。

### 航空機運用機能
前部にカタパルトとジェット・ブラスト・ディフレクターを各2基、後部に着艦用レーンを備えた全通式飛行甲板を持っており、艦上戦闘機の運用能力を持つ。ユークトバニア時代は蒸気式カタパルトだったが、改修により電磁式カタパルトに変更された。セイルの下に四角形型エレベーターを2基備えており、艦載機の出撃時や収容時は2基を交互使用する。収容と発艦が同時に行われている場合は前で上げて、後ろで収容する。セイルの裏に大きなホイストを備えており、艦載機の前後位置の変更ができる。潜航時にカタパルトのレールには海藻や牡蠣といった異物が付着してしまうが、シャトルの前にある排障板を定期的に動かすことでこれらを除去する。無接点電磁カタパルトなため、潜航深度が浅い場合に限り海中でも除去が可能である。
推進機を左右船体に配し、設計段階から魚雷発射管を廃した他、リムファクシの建艦で得られた自動化技術によって要員を削減したことで格納庫の容積を確保している。ただしリチウム電池やスーパーキャパシタの搭載、および複雑な複殻構造によって内郭の効率が悪く搭載機数に影響が出ている。オーシア軍の情報によると搭載機数は20～30機とされている。機数は機種によって異なり、Su-33で20機、MiG-29Kで24機、F/A-18で22機、ラファールMで30機が運用可能であるとされるが、ノース分析官はこれらを未確認情報としており、もっと多い可能性もあるとしている。灯台戦争時に確認できた機体は全て黒を基調に垂直尾翼を白と赤に塗装したラファールMだった。なお、航空要員は120~200名とされているが、これは現実の空母と比較しても少ない人数である。
計16基設けられたUAVラウンチベイにより無人機を運用することができる。灯台戦争時に搭載されたUAVは2種類存在する。ひとつはリムファクシに搭載され環太平洋戦争で投入されたものに酷似した「SLUAV（Submarine-Launched Unmanned Aerial Vehicle）」と呼ばれるモデルであり、ミサイルを搭載して戦闘機として運用することや、600mmレールキャノンから発射される砲弾の終末誘導を担うことができる。また、リムファクシ搭載機同様水中からの射出に対応しており、水中から水上へ飛び出して戦闘へ移行することも可能である。もうひとつは「バリアドローン」と呼ばれる機体で、六角形型の胴体を持つ使い捨てのマルチコプターである。艦から射出されたのち、自機を中心とした一定範囲に一定時間電磁バリアを展開し、展開終了後に墜落する。電磁バリアはミサイルや機関砲を防ぐことが可能で、複数機が同時に展開すれば空中に壁を作ることもできる。ただし展開まで数秒の時間が必要で、その間は無防備である。
PX80443海域での戦闘では、セイル側面のベイからSLUAV、主船体・副船体間のベイからはバリアドローンを射出している。

### オーシアからの評価
600mmレールキャノンの存在がオーシア側に露見する前から、OIAのノース分析官は「パワープロジェクション能力は空母打撃群に匹敵する」と述べている。また600mmレールキャノンの存在が確定すると、LRSSGパイロットのカウントとイェーガーは「まるで動くストーンヘンジだ」と述べた。

## エースコンバット インフィニティ
世界観が異なるものの『エースコンバット インフィニティ』にシンファクシ級が登場し、共同戦役において敵艦として登場する。艦の形状は1番艦シンファクシに似ており、艦後方に開口部とヘリコプター甲板が存在しているが、2番艦リムファクシのように6基のUAVラウンチベイも存在している。ただし艦載機はリムファクシに搭載されたものに酷似したUCAVのみで、有人機の運用は確認されていない。近接防御火器はエースコンバット5に登場した艦とは異なり、対空機関砲を船体前部に1基、船体後部に6基の計7基装備している。

## 制作
『エースコンバット5』の開発時、散弾ミサイルを使用可能なプレイヤー機としてADLERの登場が予定されていたが、ゲーム開発スケジュールの都合でカットされている。この特殊兵装案は次回作の『エースコンバットZERO』でADFX-01/02の武装として実装されている。
チーフデザイナーの菅野昌人によれば、シンファクシのデザインに大きな影響を与えたのはタイフーン型原子力潜水艦であり、運用面は伊四百型潜水艦を参考にしたと述べている。
『エースコンバット7』のDLCディレクターを務めた夛湖久治（Tagotch）はX（旧Twitter）上でアリコーンに関する制作話をいくつか述べている。開発中にアリコーンのサイズ設定を変更する機会があり、その際に全長にはバンダイ的要素、レールキャノンの砲身長にはナムコ的要素を入れたという。アリコーンの艦載機は当初は空戦メインと考えていたためMiG-29Kを起用する予定だったが、新規モデリングが必要なことと、ブランドディレクターの河野一聡の狙いが「敵は巨悪」であったため、核兵器（ASMP巡航ミサイル）を搭載可能なラファールMとなった。搭載機種の設定にばらつきがあるのは、ゲームの狙いに応じて搭載機を変更させるためである。
SPミッションのラストボスを担う超兵器として潜水艦が起用されたのは、エースコンバット5で設定されたユークトバニアの主張にある。ユークトバニアがシンファクシ級を潜水艦の隠密性と空母の機動性、巡洋艦の制圧力を凌駕する「新時代の戦艦」と主張したという設定があるが、夛湖はシンファクシもリムファクシも新時代の戦艦と主張するには「力の印象」が足りないと考えた。そこで新時代の戦艦に相応しい新カテゴリとして可潜航空巡洋艦を設定した。
レールガンの砲弾が艦船に命中した際の演出はゲームデザイナーから「爆発演出でいいですか？」と問われたが、夛湖は「貫通」を貫いた。ゲームデザイナーは「艦の側面ではなく正面であり、艦橋部であっても相当な厚みがある」と述べたが貫通となった。
SPミッションではプレイヤーに提示される情報に、建造時のアリコーンとゼネラル系列による改装後のアリコーンを誤認させるような作りにしたため、制作側が混乱しないようユークトバニアでの建造時とゼネラル系列による改修後の仕様書が作成された。
レールキャノンから発射された1発目の核砲弾の行方だが、夛湖は「ストーリー班がどう考えたかはさておき」と前置きした上で、「飛翔途中で自爆装置が作動し、核兵器として再利用不能なほど破壊された」という設定でトリガーによるレールキャノン攻撃という演出をOKとしているという。夛湖はこれに合わせ、「核兵器は特定の目標以外にズレたり落下したり誤爆したりすることがあってはならない兵器」という旨を述べている。
沈没演出原案によれば、強敵の破壊感を出すためIn-Game Cinematics（IGC）並の長時間演出による破壊実感と、リチウムイオン発火によって生きながら蒸し焼きにされる艦長の凄惨な最期を描くことが狙いとされた。レールキャノンの基部破壊後、レールキャノンは根本から折れて海に投げ出され、船体各所で漏電爆発が起き艦の穴という穴から爆発。減速して艦首も下がり、スーパーキャパシタに引火して全電力が開放されアーク爆発を起こし船体がホップしつつ破断。沈没の最中に加熱しすぎて融解した炉心と海水が接触し水蒸気爆発を起こすというものであった。